# Кампоровере (Виченца)
Кампоровере је насеље у Италији у округу Виченца, региону Венето.
Према процени из 2011. у насељу је живело 412 становника. Насеље се налази на надморској висини од 1052 м.